# Batista Cadillac
Batista Cadillac je slovenska glasbena skupina. Sprva je šlo za dvojec Urbana Lutmana in Matije Koritnika, ki pa je leta 2019 prerasel v številnejšo zasedbo.

## Glasbena pot
Lutman in Koritnik se poznata že od rojstva. Skupaj se z glasbo ukvarjata od 13. leta, nastopati sta začela pri petnajstih. Najprej sta se kalila v funk-soul zasedbi Zsa Zsa Bizarre. Ko sta se začela navduševati nad latinskoameriško glasbo, še posebej kubansko, je nastal Batista Cadillac. Ime sta si nadela po kubanskem opisu starodobnika iz časa Fulgencia Batiste. Leta 2013 sta prvič pod tem imenom nastopila na Festivalu slovenskega šansona s pesmijo »Barbara«.
Širšemu slovenskemu občinstvu sta se predstavila v 6. sezoni šova Slovenija ima talent (2016). Na avdiciji sta si prislužila zlati gumb žirantke Marjetke Vovk in se po zmagovalnem polfinalnem nastopu uvrstila še v finale, ki se je odvil 18. decembra 2016. V šovu sta izvedla skladbe »Loving You« Paola Nutinija (avdicija), »A Mi Manera« Gipsy Kings (polfinale) in »Črta« Slavka Ivančića (finale). Skoraj eno leto po finalu, natančneje 2. decembra 2017, sta bila v družbi klasičnega kitarista Petra Lagudina predskupina na koncertu svetovno znanih Gipsy Kings v ljubljanski dvorani Stožice.
Marca 2018 sta pod okriljem založbe SonicTribe izdala »Pust me do besede«, ki velja za njun prvi singel. Ta je pomenil novo poglavje njunega ustvarjanja in nakazal premik v polje funka in soula (tudi rocka in bluesa). Februarja 2019 je sledila skladba »Stop«, za katero sta posnela svoj prvi videospot, junija pa sodelovanje s Thomasom Marchem »Neviden (Ali veš, da me ljubiš?)«. »Neviden« je bila zadnja pesem, ki sta jo posnela kot dvojec.
V naslednjih mesecih (vsaj do oktobra 2019, ko so gostovali pri Andreju Karoliju) se jima je namreč pridružilo 6 glasbenikov, vseh članov skupine Pijammies (danes P'Jays): Mark Žakelj, Jošt Lampret, Gaj Bostič, Blaž Avsenik, Tadej Šepec in Vid Šketa. Lutman in Koritnik, ki sta iskala bend, sta jih slišala igrati na nekem dogodku, na katerem so oboji nastopali, in ker jima je bilo, kar sta slišala, všeč, sta jih povabila, naj se jima pridružijo. Prva skladba, ki so jo ustvarili v tej novi zasedbi, je bila »Magnolije«, ki je izšla junija 2020 in je že nakazala nove smernice benda, ki so jih začrtali s pomočjo priznanega glasbenega producenta Martina Štibernika. Do konca leta so na radijske valove poslali še pesem »Generacija neba«. 
Leta 2021 so prejeli dve nominaciji za zlato piščal v kategorijah izvajalec in novinec leta 2020.
»Pust me do besede«, »Magnolije« in »Generacija neba« so bile vse popevke tedna na Valu 202; prvi dve sta bili tudi med peterico najbolj predvajanih skladb na Valu na letni ravni: prva leta 2019 (3. mesto), druga leto pozneje (4.).
V letu 2021 sta se Lutman in Koritnik razšla s takratnimi člani in v naslednjih nekaj mesecih dobrodošlico izrekla Primožu Hudoklinu, Jakobu Zlatinšku, Sebastjanu Podlesniku in Enosu Kuglerju.
Leta 2022 se je s skladbo Mim Pravil udeležila 26. izbora slovenskega predstavnika na Pesmi Evrovizije Ema 2022. Po oceni strokovnih komisij je skupina osvojila 1., po glasovih gledalcev pa 3. mesto in tako po skupnem seštevku osvojili 2. mesto.

## Zasedba
- Urban Lutman – vokal
- Matija Koritnik – kitara, spremljevalni vokal
- Primož Hudoklin – kitara
- Jakob Zlatinšek – klaviature
- Sebastjan Podlesnik – bas kitara
- Matjaž Skaza – bobni

## Diskografija
Albumi
- Batista Cadillac (2022)

Singli
| Leto | Naslov                                                | Album            |
| ---- | ----------------------------------------------------- | ---------------- |
| 2013 | Barbara                                               | —                |
| 2018 | Pust me do besede                                     | Batista Cadillac |
| 2019 | Stop                                                  | Batista Cadillac |
| 2019 | Neviden (Ali veš, da me ljubiš?) [s Thomasom Marchem] | Batista Cadillac |
| 2020 | Magnolije                                             | Batista Cadillac |
| 2020 | Generacija neba                                       | Batista Cadillac |
| 2022 | Mim pravil                                            | Batista Cadillac |
| 2022 | Svet se podira vase                                   | Batista Cadillac |
| 2023 | Pust me do besede (ft. AMAYA)                         | —                |